# المتبسطة
المُتَبَسِّطَة قرية تقع بمعتمدية القيروان الشمالية بولاية القيروان في الوسط التونسي. ترقيمها البريدي هو 3111.

## صور

الطريق الى قرية المتبسطة,ولاية القيروان

1. ↑  "المناطق الترابية (العمادات) حسب الولايات والمعتمديات". اطلع عليه بتاريخ 2024-11-30.